# Ilana Cicurel

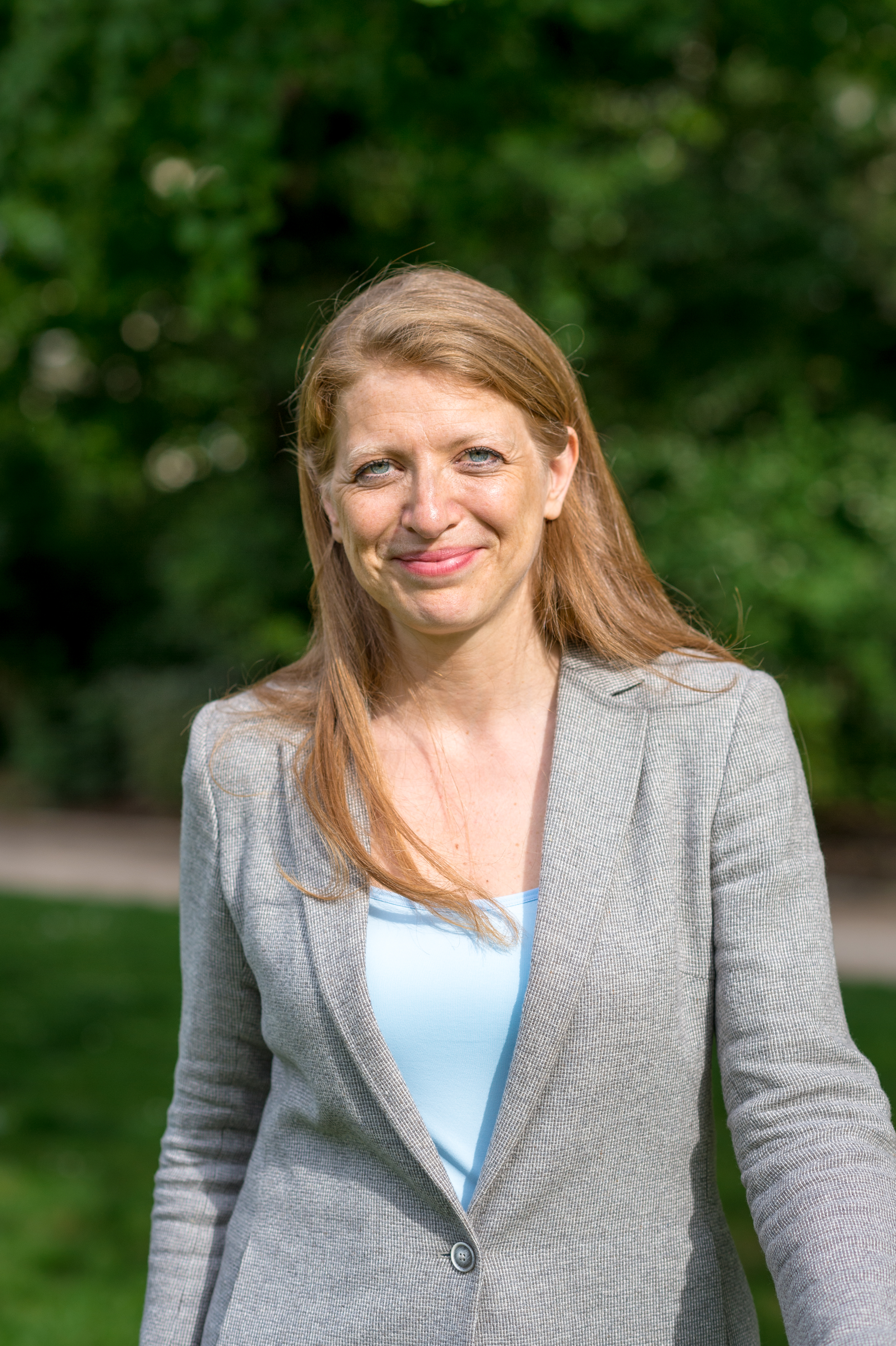
Ilana Cicurel (2017)

Ilana Esther Cicurel-Revcolevschi (geboren am 8. Februar 1972 in Paris) ist eine französische Journalistin, Bildungsexpertin, Juristin und Politikerin (La République en marche). Seit 2017 ist sie Mitglied des Vorstands von LREM, wo sie als Delegierte für Bildung, Hochschulbildung und Forschung zuständig ist. Bei den Europawahlen 2019 gewann sie ein Mandat, konnte dies jedoch erst nach Austritt des Vereinigten Königreiches aus der Europäischen Union, zum 1. Februar 2020, antreten. Sie ist Mitglied der Fraktion Renew Europe.

## Leben

### Ausbildung
lana Cicurel wurde am 8. Februar 1972 als Tochter des Musikers und Philosophen Raymond Cicurel und der Linguistik-Professorin Francine Cicurel geboren. Sie ist außerdem Halbschwester des Ökonomen und Unternehmers Michel Cicurel. Des Weiteren ist sie die Nichte Lily Cicurel, Ehegattin von Pierre Mendès France.
Nach ihrem Schulabschluss studierte Cicurel Philosophie an der Universität Paris X sowie einen „executive master trajectoires dirigeants“ der Sciences Po. Des Weiteren studierte sie und promovierte sie Jura an der Universität Paris I und war Fulbright-Stipendiatin an der Harvard Law School. Sie ist zertifizierte Anwältin.

### Berufliche Karriere
Nachdem sie an der Universität Paris I Privatrecht unterrichtet hatte, wurde sie Radiomoderatorin und Produzentin bei RCJ 94.8 FM, einem Radiosender der jüdischen Community. Zwischen 1992 und 2015 moderierte sie regelmäßig zahlreiche Politik-, Kultur- und Informationssendungen. Insbesondere produzierte und moderierte sie mehrere wöchentliche Sendungen mit Interviews mit Persönlichkeiten aus der kulturellen, intellektuellen und politischen Welt, darunter fünf Jahre lang Qui Vive, eine Sendung mit Interviews mit Alain Finkielkraut. Ebenfalls arbeitete sie für die Wochenzeitung L’Express.
2008 trat sie der Alliance israélite universelle bei, einer großen internationalen jüdischen Bildungsorganisation. Die AlU, die mehr als 30 Jahre lang von René Cassin geleitet wurde, vereinigt viele Schulen, die die jüdische Tradition mit dem französischen Modell verbinden, in Frankreich, Israel, Marokko, Kanada und Europa. Ilana Cicurel war von 2011 bis 2015 Direktorin für Bildung, anschließend bis 2018 Generaldirektorin des Schulnetzwerks.
Als Anwältin bei der Pariser Anwaltskammer trat sie im Dezember 2018 der Kanzlei ML&A bei, um deren Aktivitäten im Bereich des Presserechts, des Kommunikationsrechts und des literarischen und künstlerischen Eigentumsrechts zu verstärken und auszubauen.

### Politische Karriere
Im Jahr 2017 schloss sich Ilana Cicurel dem Präsidentschaftswahlkampf von Emmanuel Macron an und wurde von La République en marche bei den Parlamentswahlen 2017 im vierten Pariser Wahlbezirk als Kandidatin nominiert, der die Stadtteile Dauphine und Chaillot im 16. Arrondissement von Paris sowie Ternes und Monceau im 17. Arrondissement umfasst. Im ersten Wahlgang belegte sie mit 46 % der Stimmen den ersten Platz vor Brigitte Kuster (36,4 %). Im zweiten Wahlgang verlor sie gegen Brigitte Kuster, die 51,51 % der Stimmen erhielt.
Im Jahr 2017 wurde sie als Mitglied des LREM-Rats gewählt, ebenso zum Mitglied des Vorstands der Partei. Im Vorstand ist sie als Delegierte für Bildung, Hochschulbildung und Forschung zuständig.
Für die Europawahl 2019 nominierte ihre Partei LREM sie für den 23. Listenplatz. LREM gewann 22,4 Prozent und damit 23 der 79 französischen Parlamentsmandate. Ihr Mandat konnte Cicurel jedoch nicht direkt antreten, da es aufgrund einer Sitzumverteilung erst nach dem Austritt des Vereinigten Königreichs aus der Europäischen Union in Anspruch genommen werden konnte. Nachdem der Austritt am 31. Januar 2020 vollzogen wurde, konnte Cicurel ihr Mandat am 1. Februar 2020 antreten. Sie trat der zuvor neugegründeten liberalen Fraktion Renew Europe bei. Für ihre Fraktion ist sie Mitglied im Ausschuss für Kultur und Bildung sowie stellvertretendes Mitglied im Ausschuss für Beschäftigung und soziale Angelegenheiten.

### Privat
Cicurel ist verheiratet mit David Revcolevschi und Mutter zweier Kinder.